# La Fabuleuse Histoire
 (février 2021).
Si vous disposez d'ouvrages ou d'articles de référence ou si vous connaissez des sites web de qualité traitant du thème abordé ici, merci de compléter l'article en donnant les références utiles à sa vérifiabilité et en les liant à la section « Notes et références ».
La Fabuleuse Histoire est une émission de télévision historique présentée par Stéphane Bern. Chaque numéro propose un voyage dans le temps afin de mieux comprendre l’évolution du quotidien des Français.

## Liste des émissions
| Rang | Diffusion       | Titre                                              | Invités                                                  |
| ---- | --------------- | -------------------------------------------------- | -------------------------------------------------------- |
| 1    | 13 février 2018 | La Fabuleuse Histoire du restaurant                | Nathalie Nguyen et Grégory Cuilleron.                    |
| 2    | 5 mars 2019     | La Fabuleuse Histoire de la maison                 | Églantine Éméyé et Thomas Lecointe                       |
| 3    | 12 mars 2019    | La Fabuleuse Histoire de l'hygiène et de la beauté | Laurent Maistret et Emmy Make Up                         |
| 4    | 27 août 2019    | La Fabuleuse Histoire de l'école                   | Jarry, Angelina, Jamy Gourmaud et Charlotte de Turckheim |